# Arco de Tibério
O Arco de Tibério (em latim: Arcus Tiberi) era um arco triunfal construído no ano 16 no Fórum Romano para celebrar a recuperação do estandarte da águia que havia sido perdido para as tribos germânicas por Públio Quintílio Varo em 9 pelo general romano Germânico em 15 ou 16.
O arco se estendia sobre o Vico Jugário (Vicus Jugarius) entre o Templo de Saturno e a Basílica Júlia. Ele foi dedicado ao imperador romano Tibério por que, durante o período imperial, apenas o imperador podia celebrar um triunfo e, por isso, a vitória de Germânico foi celebrada como um triunfo de Tibério. 
Muito pouco se sabe sobre o monumento em si. Ele é mencionado nas fontes literários e é conhecido apenas por um relevo no Arco de Constantino. Aparentemente tinha apenas um arco central, como o ainda existente Arco de Tito, que é posterior, ladeado por duas colunas coríntias. Suas fundações foram encontradas no Fórum, mas não resta mais nada além delas.

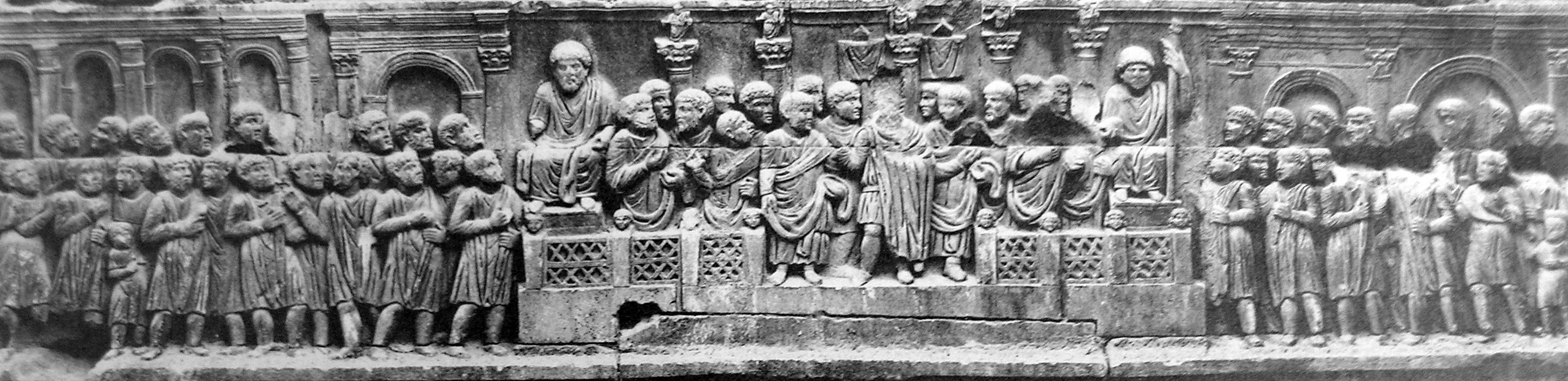
Detalhe do friso. O Arco de Tibério aparece do lado esquerdo (do ponto de vista do espectador) do trono imperial.